# استرلتسی
استرلتسی (به روسی: стрельцы)، نخستین هنگ‌های پیاده‌نظام مجهز سلاح گرم در روسیه تزاری از اواسط سدهٔ شانزدهم تا اوایل سدهٔ هجدهم میلادی و همچنین یکی از اقشار اجتماعی روسیه بودند که توسط ایوان مخوف ایجاد شدند. این سپاه بخش عمده‌ای از ارتش روسیه تزاری را برای حدود ۱۰۰ سال تشکیل می‌داد و در اواخر سدهٔ هفدهم تأثیر سیاسی قابل توجهی را بر دولت روسیه اعمال کرد.

## واژه‌شناسی
واژهٔ استرلتسی (به روسی: стрельцы) در زبان روسی به معنای «سرباز» است و می‌توان آن را «تفنگدار» هم ترجمه کرد. آنها همچنین در مجموع با نام «سربازان سلاح گرم» (به روسی: стрелецкое войско) نیز شناخته می‌شوند.

## خاستگاه

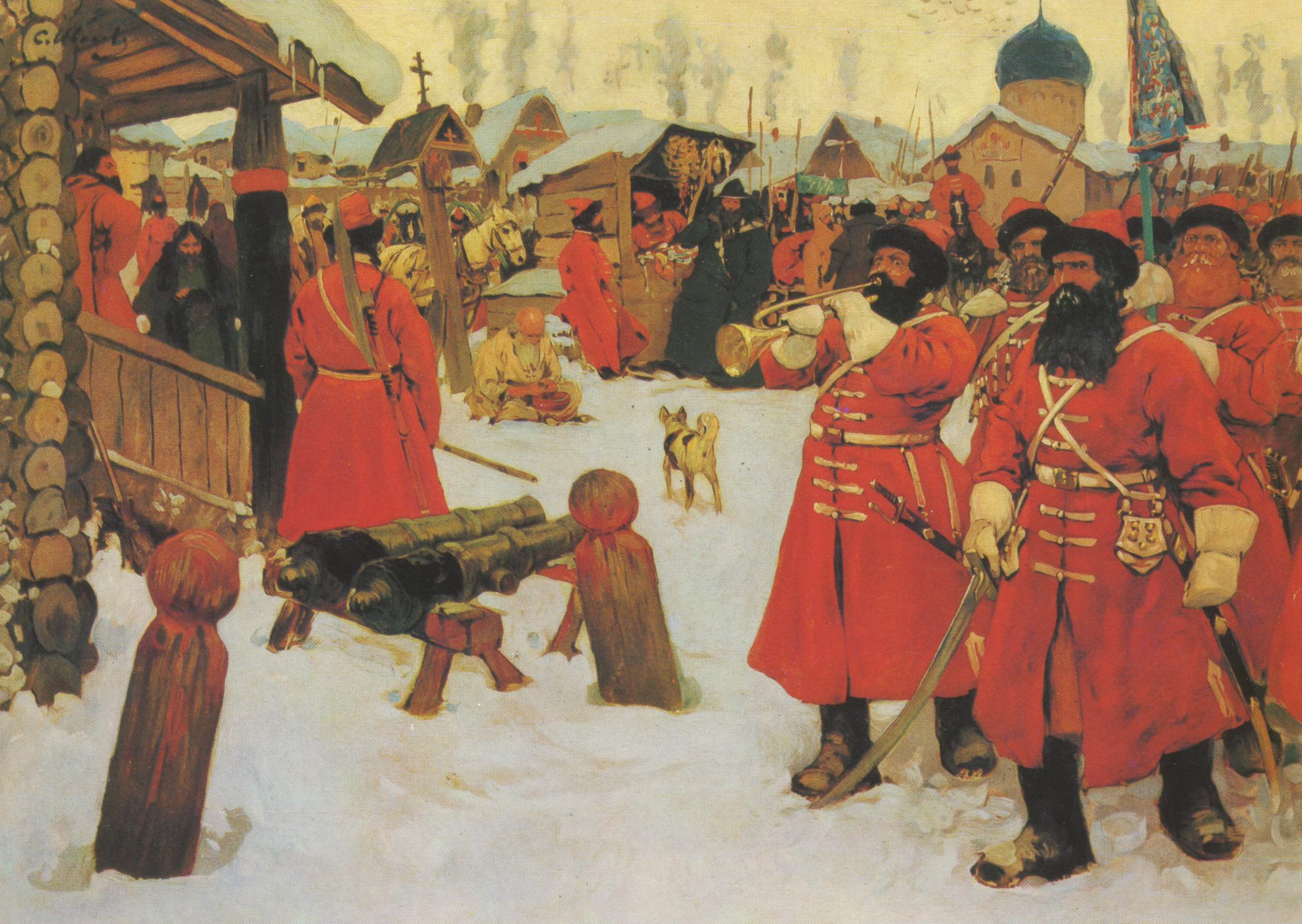
گشت استرلتسی‌ها در بازار مسکو

استرلتسی‌ها نخستین هنگ‌های نظامی مجهز به سلاح گرم در روسیه بودند که ابتدا در سال ۱۵۵۰ میلادی توسط ایوان مخوف و در تلاش برای متحول کردن ارتش روسیه تزاری، به عنوان «زبده‌ترین واحد آن» ایجاد شدند. در دوران سلطنت او، روسیه تقریباً به‌طور مداوم در حال جنگ بود؛ از جمله جنگ لیوونی علیه اسکاندیناوی و مشترک‌المنافع لهستان–لیتوانی در شمال و جنگ علیه خانات در جنوب روسیه. سپاه استرلتسی اولین‌بار در سال ۱۵۵۲ در فتح کازان در یک نبرد استفاده شدند.
نخست از میان بازرگانان آزاد و جمعیت روستایی، ۳٬۰۰۰ استرلتسی استخدام و به واحدهای ۵۰۰ نفری تقسیم شدند که هر واحد تحت فرماندهی یکی از اشراف روس (بویار) قرار گرفت. استرلتسی‌های مسکو، مسئولیت محافظت از کرملین مسکو (محل اقامت خانواده سلطنتی) و همچنین افتخار خدمت به عنوان «محافظان شخصی» تزارها را به عهده گرفتند. سایر وظایف آنها شامل مسئولیت‌های آتش‌نشانی، نگهبانی عمومی و شرکت در عملیات‌های نظامی بود.

## ویژگی‌ها

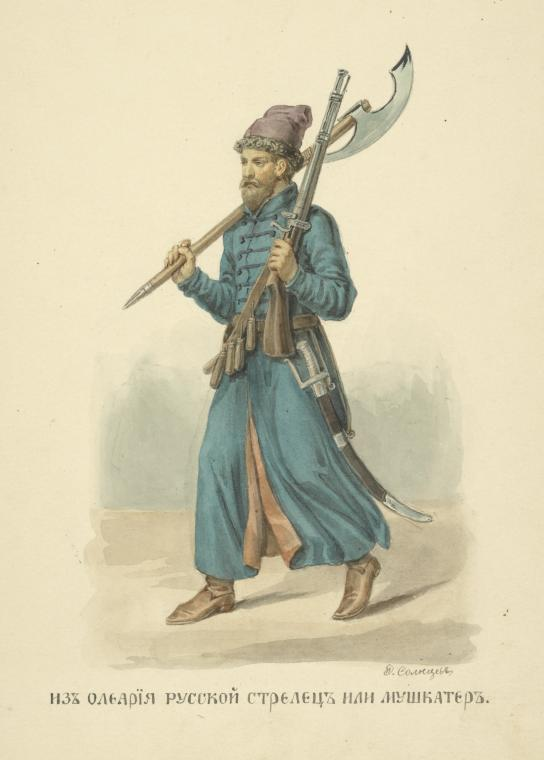
نگاره‌ای از یک استرلتسی و تجهیزات او

استرلتسی‌ها دارای لباس‌هایی یک شکل بودند اما رنگ آنها مطابق با گوناگونی هنگ‌ها متفاوت بود. نمونه‌های رایج شامل خفتان‌های روسی به رنگ قرمز، زرد، آبی یا سبز با چکمه‌های چرمی به رنگ نارنجی یا طبیعی بودند. شیوهٔ آموزش و سلاح نیز در میان آنان استاندارد شد. تجهیزات اصلی سربازان استرلتسی یک تفنگ شمخال یا فتیله‌ای برای مبارزه از فاصلهٔ دور و برخی سلاح‌های تیرچه‌دار همچون تبرزین بلند، و سابر برای مبارزه از نزدیک بود. برخی از هنگ‌ها از درازنیزه هم استفاده می‌کردند.
هر سرباز استرلتسی در آغاز چهار روبل در سال حقوق می‌گرفت که در مقایسه با یک قرن بعد، ارزش بسیار بیشتری داشت؛ اما به دلیل محدودیت‌های بودجه ثابت در دولت روسیه، به جای آن، اشکال دیگری از دستمزد مانند اهدای زمین، اجازه برای کشاورزی یا فعالیت به عنوان بازرگان برای تکمیل حقوق آنها ارائه شد. همچنین درآمد استرلتسی‌ها مشمول مالیات نبود. این امر باعث کاهش اثربخشی رزمی آنها و اغلب تمایل استرلتسی‌ها برای شرکت در جنگ‌ها شد؛ زیرا خدمات در شرایط عادی به معنای درآمد کمتر برای آنها بود. استرلتسی‌ها در شهرک‌های جداگانه‌ای به نام اسلوبودی (Slobody) زندگی می‌کردند. آنها در مسکو و شهرهای مرزی که در پادگان آنجا مستقر بودند، وظایف حفاظتی و امنیتی را انجام می‌دادند و اغلب به تجارت و تولید صنایع دستی نیز مشغول بودند. این سپاه اگرچه در آغاز متشکل از سربازان استخدامی بود، تا اواسط سدهٔ هفدهم به یک واحد نظامی ارثی و مادام‌العمر تبدیل شده بود.
فرماندهان ارتش اغلب استرلتسی‌ها را در پشت استحکامات میدانی و سایر موانع، مانند خندق‌ها و سنگرها مستقر می‌کردند. آنها غالباً از پس نوعی استحکامات چوبی که در زبان روسی گولیای-گرود (به روسی: Гуля́й-го́род) به معنای «قلعهٔ متحرک» نامیده می‌شود، تیراندازی و پیشروی می‌کردند. بنا بر گزارش‌ها، استرلتسی‌ها به شیوه والی یا کاراکول (Caracole) تیراندازی می‌کردند؛ بدین معنا که نخست خط اول شلیک و سپس برای بارگزاری مجدد به عقب برمی‌گشت، درحالی که خط دوم جلو می‌رفت و شلیک می‌کرد.

## کارایی

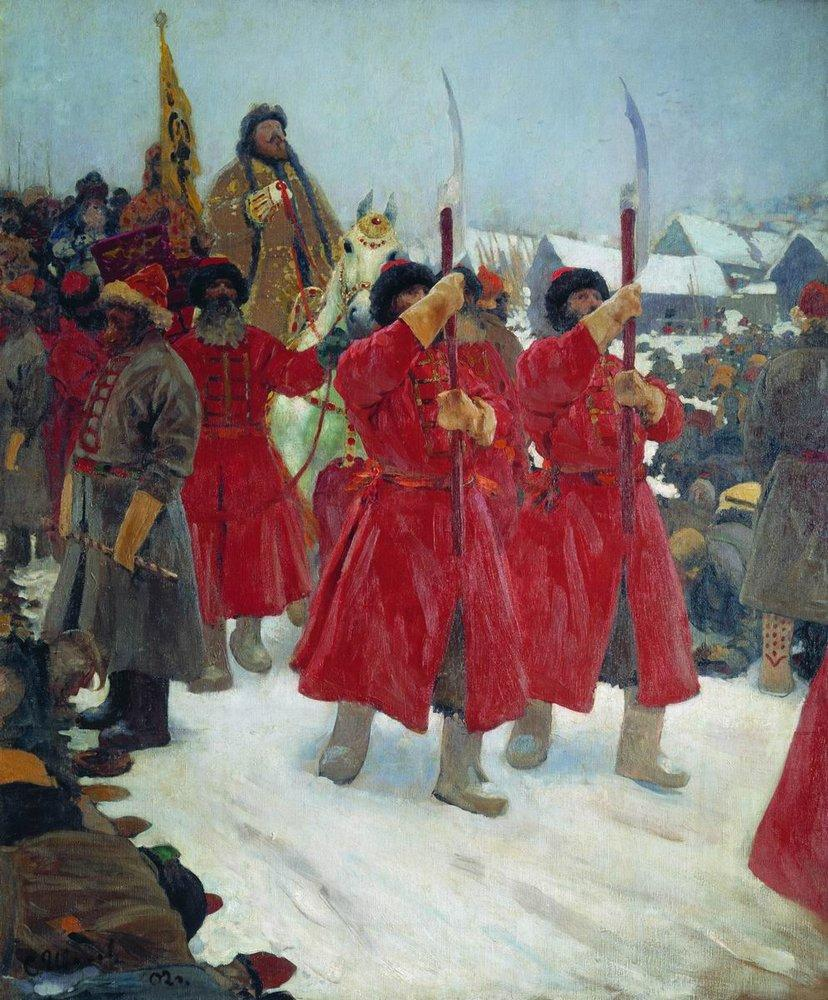
تزار روسیه و محافظان استرلتسی او

این سپاه بخش عمده‌ای از ارتش روسیه تزاری را برای حدود ۱۰۰ سال تشکیل می‌داد و در اواخر سدهٔ هفدهم تأثیر سیاسی قابل توجهی را بر دولت روسیه اعمال کرد. در اواخر سدهٔ شانزدهم، ۲۰٬۰۰۰ تا ۲۵٬۰۰۰ استرلتسی در ارتش وجود داشت. در سال ۱۶۸۱، شمار استرلتسی‌ها بالغ بر ۵۵٬۰۰۰ تن بود که نیمی از آنها در مسکو مستقر بودند. رقابت‌های استرلتسی‌ها در صنایع دستی و تجارت، منجر به نابرابری اختصاصی قابل توجه در بین خود آنها و ترکیب اقتصادی با سایر تجار شد. اگرچه سپاه استرلتسی در چندین نوبت مانند فتح کازان در سال ۱۵۵۲، جنگ با لیوونیا، جنگ‌های شمالی در اوایل سدهٔ هفدهم و لشکرکشی‌های نظامی در لهستان و کریمه در نیمهٔ دوم آن سده، کارآیی نظامی خود را نشان داد، اما در ادامه شروع به نمایش عقب‌ماندگی و ناتوانی خود در مقایسه با واحد‌های نظامی مدرن کرد.
تلاش‌های نافرجامی برای جذب و آموزش مجدد استرلتسی‌ها در هنگ‌های نظام جدید انجام شد. استرلتسی‌ها از ترس اینکه مبادا نفوذ واحدهای جدید اروپایی جایگاه آنها را تهدید کند، درگیر معاملات مخفیانهٔ سیاسی در پشت پرده شدند.
دشواری‌ها در خدمت سربازی، تأخیرهای مکرر در اعطای حقوق و دستمزد و سوءاستفادهٔ ادارات محلی و فرماندهان، به تدریج منجر به نارضایتی هنگ‌های استرلتسی شد. در اواخر سدهٔ هفدهم، استرلتسی‌های مسکو به‌طور فعال در مبارزه برای قدرت میان جناح‌های مختلف دولتی شرکت کردند و به حمایت از باورمندان کهن و نشان دادن خصومت نسبت به هرگونه نوآوری خارجی پرداختند. در آن زمان، آنها در سیاست مسکووی به یک «عنصر خودمختار» تبدیل شده بودند.

## شورش‌ها
سپاه استرلتسی در نیمهٔ دوم سدهٔ هفدهم و پس از آنکه دولت به جای پول، دستمزد آنان را با اهدای زمین پرداخت می‌کرد، به قوایی ناراضی و و غیرقابل اعتماد تبدیل شد. پس از مرگ تزار فیودور سوم در سال ۱۶۸۲، خواهر تنی او سوفیا آلکسیونا از نارضایتی استرلتسی‌ها استفاده و آنها را با شایعاتی مبنی بر مسموم شدن برادر کوچک‌تر تزار، یعنی ایوان، تحریک کرد. سوفیا تلاش کرد تا تاج و تخت را در هرج و مرج به دست گیرد. اما او کاملاً موفق نشد؛ زیرا شورش با تزار شدن مشترک هر دو برادر کوچک‌ترش (پتر و ایوان) پایان یافت. با این وجود، سپاه استرلتسی به اندازهٔ کافی قدرتمند بود که بتواند سوفیا را به عنوان نایب‌السلطنه موقت روسیه برگزیند. به دلیل حکومت سوفیا، پیتر و خانواده‌اش به او با دید تحقیرآمیز خاصی نگاه می‌کردند. هنگامی که پتر ۱۷ ساله شد، با همراهی خانواده‌اش، سوفیا را مجبور به کناره‌گیری از قدرت و او را به صومعه نوودویچی تبعید کرد.
با این همه، این پایان کار سوفیا نبود. در سال ۱۶۹۸، استرلتسی‌ها دوباره سر به شورش برداشتند. آنها از دستورات سرپیچی و افسران فرماندهی خود را به زور برکنار کردند و با نیرویی متشکل از ۲٬۳۰۰ نفر که با سوفیا برای بازپس‌گیری تاج و تخت توطئه کرده بودند، به سوی مسکو حرکت کردند.

## انحلال

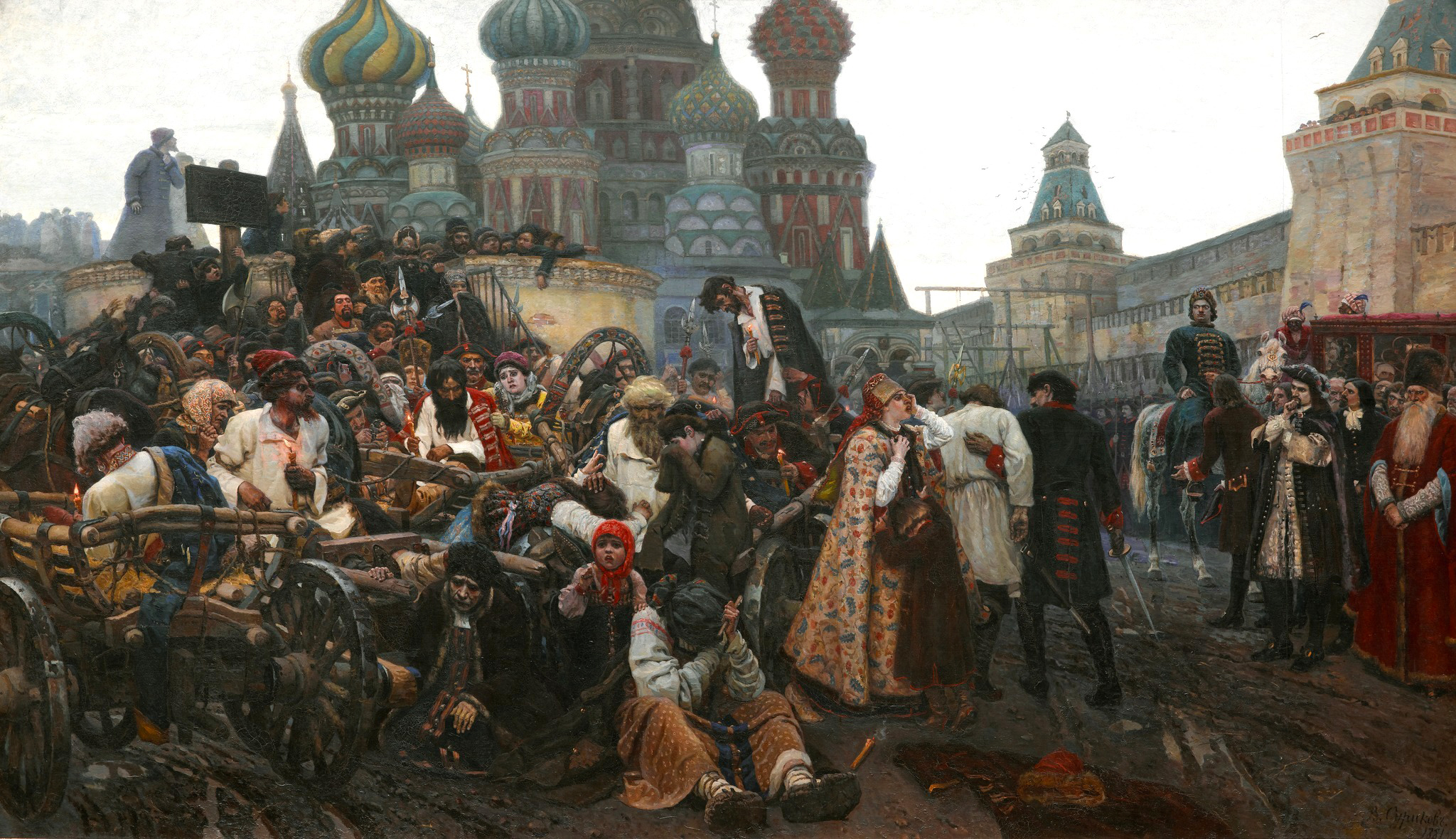
نگارۀ مشهور صبح اعدام استرلتسی که صبح بازداشت و حمل سپاه استرلتسی در دهم اکتبر به سوی قتل‌گاه‌شان را به دستور پتر نشان می‌دهد، اثر واسیلی سوریکوف در ۱۸۸۱م؛ یکی از نگاره‌های قدرتمند و گیرا از وقایع خونین پس از قیام استرلتسی، این تابلو از هنرمند مشهور روسی واسیلی سوریکوف است که در حال حاضر در نگارخانه ترتیاکوف مسکو به نمایش گذاشته شده است. این نگاره که تقریباً دو قرن بعد از رخداد نقاشی شده، نشان‌دهندهٔ شروع آن وقایع هولناکی است که قرار بود حکومت و جاه‌طلبی‌های بزرگ پتر کبیر برای متحول کردن روسیه از طریق نزدیک کردن آن به اروپا، در مسیر تاریخ روسیه برای همیشه باقی بگذارند.

شورش دوم سپاه استرلتسی با سفارت بزرگ پتر کبیر در اروپا هم‌زمان بود. چهار هنگ و یک واحد سواره‌نظام دولت (تقریباً بالغ بر ۴٬۰۰۰ نفر) برای سرکوب استرلتسی‌ها فرستاده شدند و آنها را در خارج از مسکو شکست دادند. در آن سو، پیتر به قدری خشمگین بود که سفارت تاریخی خود را کوتاه کرد و با هدف نخستین قتل عام دورهٔ سلطنتش به پایتخت بازگشت: ابتدا ۵۷ استرلتسی در میدان سرخ مسکو با چوبه دار اعدام شدند و ۷۴ تن دیگر چهار روز بعد اعدام شدند. بسیاری از استرلتسی‌ها نیز شلاق خوردند، شکنجه و زنده به گور شدند تا جایی که شمار کل قتل‌ها در نهایت به ۱٬۱۸۲ نفر رسید. خود پتر به گفتهٔ چند شاهد پنج تن از آنها را سر برید.
مجازات سریع و بی‌رحمانهٔ پتر ناشی از روابط تیرهٔ او با سوفیا و یا شاید از خاطرات دوران کودکی‌اش از اولین شورش خونین استرلتسی‌ها در ۱۶ سال پیش بود؛ زمانی که او تنها ۹ سال داشت. به دستور پیتر، برخی از اجساد استرلتسی‌های اعدام شده را در بیرون از پنجره‌های صومعه نوودویچی و در مقابل دید سوفیا آویزان کردند تا هشداری برای او و درس عبرتی برای سایر مخالفان باشد.
سپاه استرلتسی از نظر فنی در سال ۱۶۹۹ از بین رفت. پس از شکست در نبرد ناروا (۱۷۰۰)، دولت انحلال آنها را متوقف کرد. کارآمدترین هنگ‌های استرلتسی در مهم‌ترین عملیات‌های نظامی جنگ بزرگ شمالی و در لشکرکشی رودخانه پروت در سال ۱۷۱۱ شرکت کردند. سپاه استرلتسی به‌طور مختصر توسط پیتر برای شرکت در جنگ بزرگ شمالی در سال ۱۷۰۲ احیاء شد و پس از آن به تدریج در ارتش مدرن روسیه جذب شد.
استرلتسی‌های جوان به سکونتگاه‌های دورافتاده منتقل شدند و نفوذ سیاسی آنها محدود گشت. باقی آنها تا سال ۱۷۲۰ کاملاً منحل شدند. تا اواخر سدهٔ هجدهم، استرلتسی‌ها هنوز در بعضی از شهرها و روستاهای دورافتاده حضور داشتند. هنگ‌های گارد پرئوبراژنسکی و گارد سمیونوفسکی از گارد امپراتوری روسیه، جایگزین سپاه استرلتسی و رینداهای سنتی (گارد شخصی تزار) به عنوان محافظان امپراتور روسیه شدند.